# VL19型电力机车
VL19型电力机车（俄语：ВЛ19）是苏联铁路的电力机车车型之一，适用于直流电气化铁路，于1932年至1938年制造。苏德战争结束后，1947年至1953年间又对VL19型机车进行了改进，改称VL19M型。

## 发展历史

### 背景

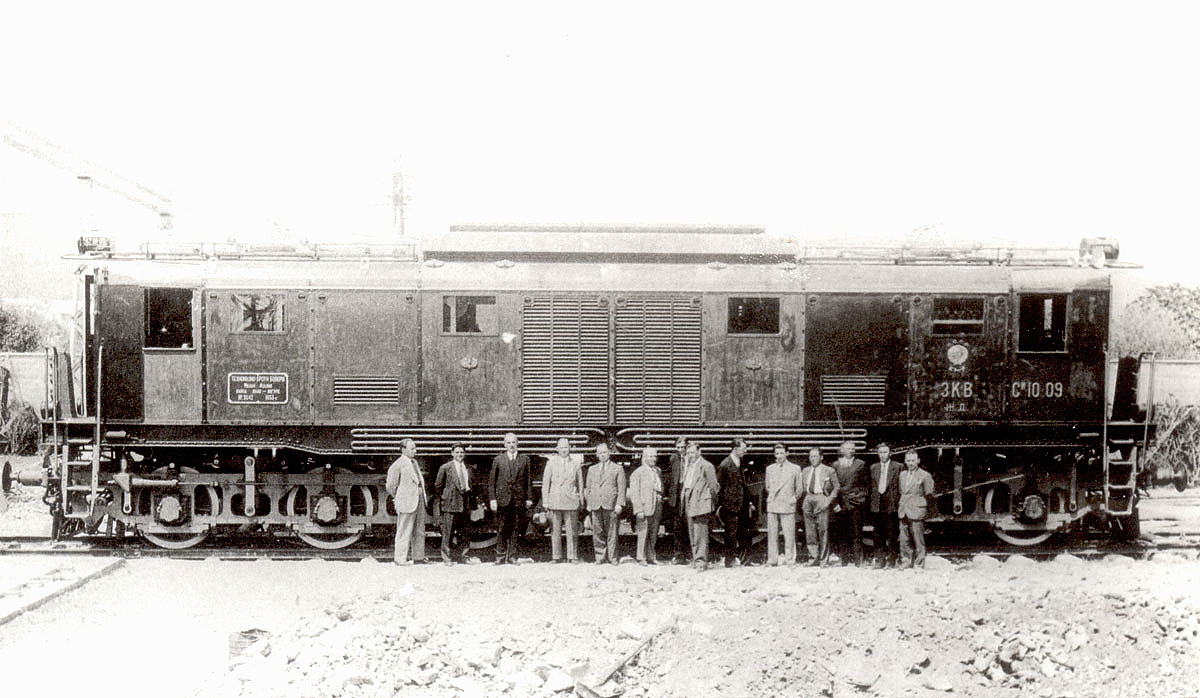
从意大利进口的S^{I}型电力机车

1920年代末，苏联决定对外高加索铁路在格鲁吉亚境内的泽斯塔波尼至哈舒里区段进行电气化改造，该区段为典型的山区铁路，穿越苏拉姆山口（Сурамский перевал）， 线路最大坡度达到29‰，还有许多小半径曲线。经过研究和论证，苏联交通人民委员部决定在此区段采用已经在欧洲和美国逐步普及的3000伏直流电供电制式，并分别从美国通用电气公司和意大利布朗·包维利技术机械公司引进国外先进的直流电力机车。同时，通过通用电气公司授权的技术转让，苏联的迪纳摩工厂和科洛姆纳工厂也于1932年开始生产国产化的电力机车。自此，由美国、意大利、苏联生产的S、Ss、SI型电力机车，构成了苏联铁路“苏拉姆斯基”（Сурамского）系列电力机车，也为苏联电力机车发展奠定了良好的基础。1934年，外高加索铁路苏拉姆山口区段铁路全面完成牵引动力电气化的改革，电力机车全面替代了原来的E型蒸汽机车，电力牵引显著提高了该区段的运输能力，一台电力机车的牵引能力相当于2.5台蒸汽机车。基于外高加索铁路电气化的成功经验，苏联在第二个五年计划时期开始加快在国内其他地区修建电气化铁路。
然而，设计轴重22吨的“苏拉姆斯基”系列电力机车却无法在苏联国内其他大多数电气化铁路上使用，这是由于线路、桥梁条件的限制，当时苏联大多数铁路干线允许的最大轴重仅为20吨。此外，当时苏联铁路的机车车辆仍采用螺旋式车钩，可承受的最大牵引力只有20000公斤，但“苏拉姆斯基”系列电力机车的起动牵引力已达到24000公斤。因此，苏联交通人民委员部决定，苏联电气化铁路需要一种“满足当前线路条件及螺旋式车钩使用条件”的电力机车。1932年3月15日，根据苏联人民委员会国家政治保卫总局的指示，迪纳摩工厂和铁路机车中央设计局（ЦЛПБ）开始在Ss型电力机车基础上，研制一种新型客货运通用六轴电力机车。

### 研制

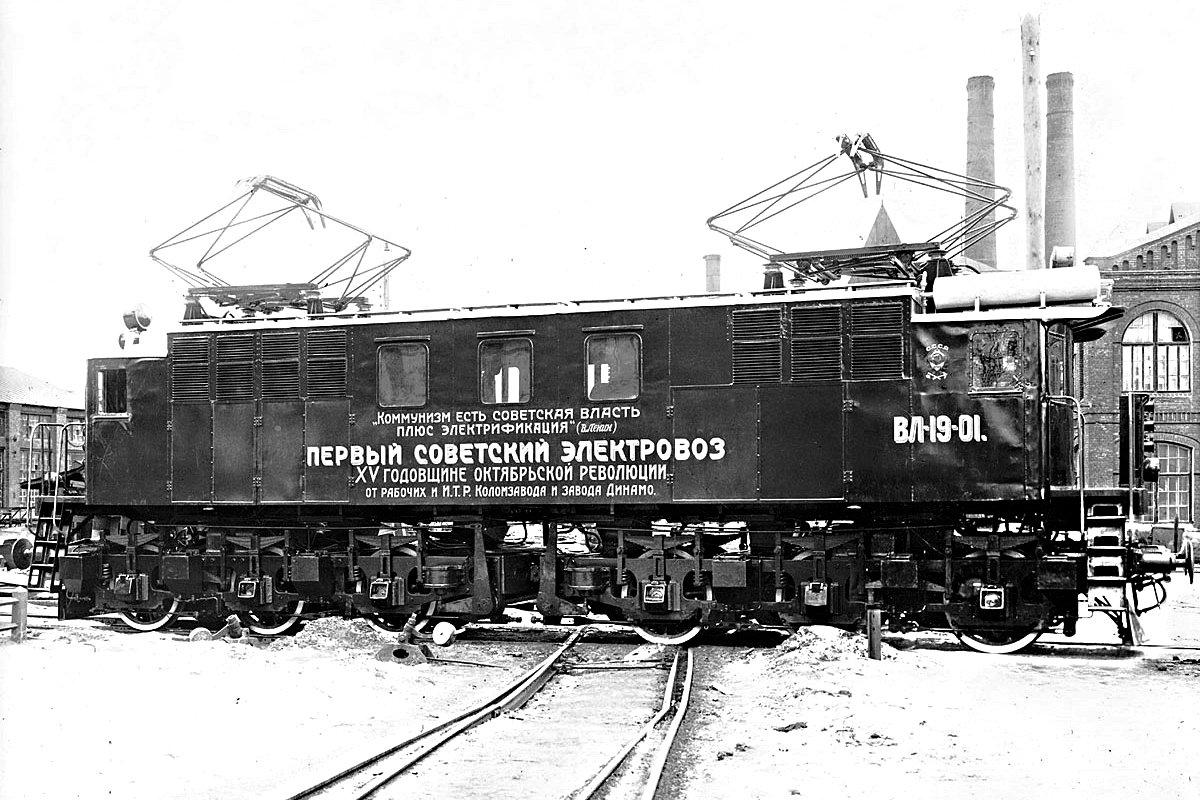
VL19-01号电力机车

机车研制过程一开始已经引起了关于机车轴式的争议，主要争论在于应该采用Co-Co轴式，抑或采用1Co-Co1轴式。两种方案由莫斯科交通工程学院（МИИТ）进行初步设计，前者采用两台三轴转向架，主要支持者为迪纳摩工厂的工程师；而后者则增加两对各负载15吨的导轮，主要支持者为苏联交通人民委员部的铁路电气化专家组。最终轴重19吨的Co-Co轴式方案在争议声中胜出，其优点是能够直接沿用Ss型电力机车的牵引电动机，但第二种方案却未有既有的牵引电动机可供利用。为了改善曲线通过性能和减轻重量，缩短了转向架轴距，并在两台转向架间设置了弹簧联接装置。车体的全部重量通过四个旁承坐落在转向架上。车体采用焊接结构，取代了以往的铆钉固定结构。新机车采用了与S、Ss型电力机车相同的DPE-340A（ДПЭ-340А）型直流牵引电动机，但通过改变传动齿轮比，机车起动牵引力（小时制）由24000公斤下降至20000公斤，而最高速度由65公里/小时提高到85公里/小时。而其余辅助机械和电气设备则与Ss型电力机车基本相同。
当时不少铁路专家认为，设计这种电力机车实际上十分简单，仅仅需要在Ss型电力机车基础上取消再生制动装置（约5吨重量）、压铁配重（约7～9吨重量），及改变传动齿轮比，即可满足轴重19～20吨的技术要求，大大减少了设计工作和所需时间。但一些设计单位则反对，认为这个方案缺乏创新元素，仍然是“苏拉姆斯基”系列电力机车的延续，要求实现更多的改进。事实上，这主要是当时社会主义意识形态所发挥的作用，Ss型电力机车是由美国授权生产的，因此新型电力机车必须由苏联实现自主创新的设计，这不仅仅是一个技术问题，也是一个政治问题。
1932年8月15日，迪纳摩工厂和科洛姆纳工厂开始投产试制首台新型电力机车；不到三个月后的11月5月，首台机车在迪纳摩工厂落成。1932年11月6日，这台机车作为庆祝十月革命15周年的献礼项目，在迪纳摩工厂正式出厂；同时，工厂工人决定以弗拉基米尔·列宁（俄语：Владимира Ленина；拉丁转写：Vladimir Lenin）为这台机车命名，开启了苏联铁路史上“VL”（ВЛ）系列电力机车的新一页。这台机车最初拟被定型为VL114型电力机车（“114”代表机车总重量为114吨），但数天之后决定改为VL19型电力机车（“19”代表机车轴重为19吨）。
1933年夏季，VL19-01号机车被送往外高加索铁路的苏拉姆山区区段进行性能试验。试验结果显示，VL19型电力机车比Ss型电力机车有更高的粘着系数，但也发现焊接车体的侧壁蒙皮很容易产生挠曲及扭曲。完成试验后，苏联交通人民委员部批准VL19型电力机车投入批量生产。1934年3月，根据首台原型车的试验结果，迪纳摩工厂和科洛姆纳工厂试制了第二台VL19-02号机车。02号机车作出了较大改进，车体改用焊接和铆钉结合的结构，转向架上的14吋制动缸采用横向安装，取代了01号机车垂向15吋制动缸，并取消了连接左右制动杠杆的制动平衡轴。此外，每台转向架长度延长了100毫米，导致车体长度也相应延长了200毫米。由于VL19型电力机车主要用于平原地区，因此取消了再生制动装置，而代之以电阻制动。

### 改进
| 生产年份                      | 产量 | 编号                                                      |
| ----------------------------- | ---- | --------------------------------------------------------- |
| 1932年                        | 1    | 01                                                        |
| 1934年                        | 8    | 02—09                                                     |
| 1935年                        | 37   | 10—40、42—47                                              |
| 1936年                        | 39   | 48—66、68—75、 78—79、81—86、88—91                        |
| 1936年                        | 4    | 67、76、77、80 #                                          |
| 1937年                        | 20   | 87、92、93、99—101、103—105、 108、109、112、114、116—121 |
| 1937年                        | 8    | 94、96、97、102、106、107、110、115 #                     |
| 1938年                        | 20   | 98、111、113、122—126、 129—133、138、140—145             |
| 1938年                        | 8    | 128、134—137、139 #                                       |
| #：1500、3000伏双电压制式机车 |      |                                                           |

1934年至1938年间，迪纳摩工厂和科洛姆纳工厂共计生产了124台VL19型电力机车，至1939年VL19-01号机车也按量产车标准进行了相应改造。在其生产过程中，科洛姆纳工厂及迪纳摩工厂针对机车运用时发现的问题，先后对机车的牵引电路作出了多次改进。
1935年，亚历山德罗夫至扎戈尔斯克区段完成了电气化改造，供电电压为3000伏直流电。但莫斯科市郊地区的铁路在1924年进行电气化时，受到当时的技术限制而采用1500伏直流电，到了1935年，亚历山德罗夫一号车站便成为了两种电压的交接点车站。因此，苏联的铁道部门要求研制一种适用于1500、3000伏直流电的VL19型电力机车，但这个要求受到当时不少迪纳摩工厂工程师的反对，他们认为这种双电压制式的电力机车会使机车的牵引电路及电路保护系统加倍复杂，而且当时迪纳摩工厂已经试制了适应1500伏直流电的VL19-41号机车。
最终，迪纳摩工厂决定首先对两台既有的VL19型电力机车进行改造，改造任务分别由两组技术人员承担，其中第一组由工程师V.D.布拉金（В. Д. Брагин）、V.I.丹尼洛夫（В. И. Данилов）、N.M.利文采夫（Н. М. Ливенцев）领导，负责改造VL19-27号机车，而第二组由工程师V.A.鲍里斯（В. Д. Брагин）、B.N.费多托夫（Б. Н. Федотов）、A.I.休金（А. И. Щукин）领导，负责改造VL19-30号机车。两台完成改造的电力机车在1935年8月开始在北方铁路局投入试运行。其中VL19-27号机车取消了电阻制动装置及辅助设备手动开关的转换绕组，而VL19-30号机车仍保留了电阻制动，辅助设备工作电压的转换由转换插座完成，但两台机车到最后还是未能实现牵引电动机过压保护。1935年8月下旬，两台机车完成调整后，在莫斯科至扎戈尔斯克区段投入运用。1936年，迪纳摩工厂和科洛姆纳工厂开始生产不带电阻制动的双电压制VL19型电力机车，至1938年共生产了18台。

### 现代化
苏德战争结束后，根据苏联交通人民委员部的要求，诺沃切尔卡斯克电力机车厂对一些车况不佳的VL19型电力机车进行了现代化改造，这些机车改称为VL19M型。VL19M型电力机车换装了与VL22型电力机车相同的ДПЭ-400Б型牵引电动机（牵引齿轮传动比不变），其牵引电路系统也进行了翻新。VL19M型机车小时功率提高到2380千瓦，最大运行速度提高到90公里/小时，持续速度为43.5公里/小时，持续牵引力为19,500公斤。

## 技术特点

### 总体结构
VL19型电力机车为干线客货运通用的六轴直流电力机车。机车采用非承载式车体，车体各项载荷全部由底架承担，车体侧墙和顶盖不参与承载。车体底架由钢梁、角铁及钢板铆接而成，车体侧墙及顶盖蒙皮由厚度为3～4毫米的钢板制成，车顶由三块可拆除的顶盖组成，其中两块位于高压室上方的顶盖安装了起动电阻及受电弓。车体由前之后分为七个区域，车体两端为露天的通过台区域，车体中部为辅助室，辅助室两侧为高压室，通过台及高压室之间为司机室。车体侧墙上设有沿走廊的百叶窗，以吸入冷空气用于冷却电气设备。

### 转向架
机车走行部为两台三轴转向架。两台转向架之间设有弹性联接装置，以提高机车的小半径曲线通过性能；最初的转向架联接装置具有自动复位机构，能使机车驶出曲线时转向架重新复位，但经过试验后发现这会增加转向架发生偏转及横摆的现象，后来因而取消了自动复位机构。轮对直径为1220毫米，踏面形状与O型蒸汽机车的轮对相同。一系悬挂由螺旋弹簧、钢板弹簧、均衡梁等组成，底架和车体重量通过四点式旁承由两台三轴转向架支承。牵引电动机采用抱轴式半悬挂，牵引电动机的一端安装在转向架构架上，而另一端通过抱轴承刚性抱合在车轴上。牵引电动机输出的扭矩通过弹性直齿圆柱齿轮传递给轮对，其中大齿轮设有片簧组成的弹性元件，牵引齿轮传动比为23：86。

### 电路系统
VL19型电力机车是直—直流电传动的直流电力机车，通过调节起动电阻和牵引电动机的串联—并联转换来达到调速的目的，机车起动时逐步减少铸铁起动电阻带的阻值，直到完全切除后改变串联的电机数，使之相应转入并联支路，实现有级调速。机车控制器共有36级运行级位，其中1～16位对应全部六台牵引电动机串联的状态；17～27位对应牵引电动机的串联—并联状态，即每三台串联的牵引电动机分两组并联连接；28～36位对应牵引电动机的并联状态，即每两台串联的牵引电动机分三组并联连接。而对于部分适用于1500伏直流电气化的VL19型电力机车，其牵引调压电路略有不同，不同之处为28～36位对应六台牵引电动机的全部并联状态。此外，为扩大机车调速范围，在各种联接方式均可以对牵引电动机使用二级磁场削弱，削弱率分别为67、50%，使机车具有9级经济运行级位。VL19型电力机车的控制电路并具有多机重联控制系统，司机能够在本务机车的司机室直接同时控制其他重联机车。
VL19型电力机车采用迪纳摩工厂生产的ДПЭ-340А型牵引电动机（“Д”代表迪纳摩工厂生产，“П”代表直流电动机，“Э”代表电力机车，“340”代表额定功率，“А”代表第一种改进型），是在Ss型电力机车所使用的ДПЭ-340的基础上，对其通风冷却方式改进而成。该型电动机是四极串励直流牵引电动机，额定电压为1500伏，绕组绝缘可承受最高4000伏的线电压。VL19-41号机车采用ДК-1А型牵引电动机，额定电压为750伏，与ДПЭ-340А型牵引电动机的差异仅在于绕组匝数、导线参数等。而在经过现代化的VL19M型电力机车上，采用了与VL22型电力机车通用的ДПЭ-400А、ДПЭ-400Б型牵引电动机，额定功率提高到400千瓦。牵引电动机采用强迫通风冷却，VL19型电力机车上设有两台牵引通风机，由МАТ-77型直流电动机驱动。由于该型电机的额定工作电压为1500伏，机车并设有一台ДДИ-66型旋转式电动发电机，从接触网直接获取3000伏直流电并转换成1500伏。此外，电动发电机并负责驱动一台ДУ-3型辅助发电机，为机车控制电路提供50伏的低压直流电。

### 技术数据
|                             | VL19-01       | VL19               | VL19          | VL19-41       | VL19M         |
| --------------------------- | ------------- | ------------------ | ------------- | ------------- | ------------- |
| 受流电压（伏特）            | 3000          | 3000               | 1500/3000     | 1500          | 3000          |
| 电制动方式                  | 再生制动      | 电阻制动（非必要） | —             | 电阻制动      | —             |
| 小时功率（千瓦）            | 2040          | 2040               | 2040          | 1920          | 2340          |
| 持续功率（千瓦）            | 1800          | 1800               | 1800          | 1680          | 1850          |
| 小时制电流（安倍）          | 750           | 750                | 1500/750      | 1435          | 870           |
| 长时制电流（安倍）          | 660           | 660                | 1320/660      | 1230          | 675           |
| 小时制持续牵引力（公斤）    | 20000         | 20000              | 20000         | 18000         | 19500         |
| 长时制持续牵引力（公斤）    | 17000         | 17000              | 17000         | 14500         | 14600         |
| 小时制持续速度（公里/小时） | 37            | 37                 | 37            | 39            | 43.5          |
| 长时制持续速度（公里/小时） | 38.5          | 38.5               | 38.5          | 41            | 46.5          |
| 构造速度（公里/小时）       | 85            | 85                 | 85            | 75            | 90            |
| 重量（吨）                  | 114           | 117                | 117           | 117           | 120           |
| 缓冲器间距（毫米）          | 16018         | 16218              | 16218         | 16218         | 16218         |
| 机车降弓状态高度（毫米）    | 4900          | 5025               | 5025          | 5025          | 5025          |
| 车体宽度（毫米）            | 3106          | 3106               | 3106          | 3106          | 3106          |
| 轮径（毫米）                | 1200          | 1200               | 1200          | 1200          | 1200          |
| 牵引齿轮传动比              | 86：23 = 3,74 | 86：23 = 3,74      | 86：23 = 3,74 | 86：23 = 3,74 | 86：23 = 3,74 |

## 车辆保存

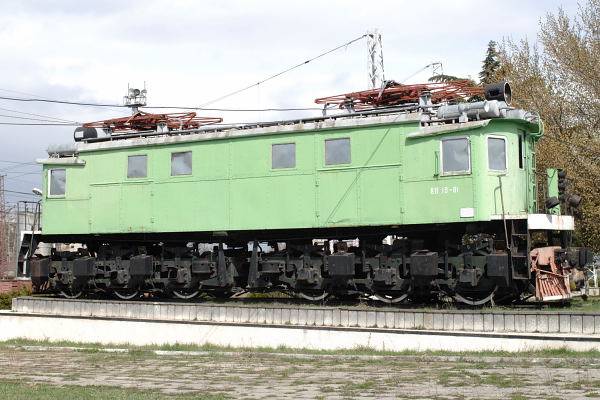
保存在格鲁吉亚的VL19-01号电力机车

- VL19-01：位于格鲁吉亚的哈舒里机务段。
- VL19-35：位于俄罗斯的叶卡捷琳堡编组站。
- VL19-40：位于俄罗斯的坎达拉克沙机务段。
- VL19-61：位于俄罗斯的兹拉托乌斯特车站。

## 参看
- VL22型电力机车
- 苏联铁路S型电力机车
- 苏联铁路Ss型电力机车
- 苏联铁路SI型电力机车